# Trädgårdstryffel
Trädgårdstryffel (Tuber maculatum) är en svampart som beskrevs av Carlo Vittadini 1831. Trädgårdstryffel  förekommer i Europa och ingår i släktet ädeltryfflar (Tuber), familjen Tuberaceae, ordningen skålsvampar och divisionen sporsäckssvampar.
Arten bedöms i Sverige vara livskraftig och reproducerande. Den bedöms också som livskraftig i Danmark. I Norge ses artens hotstatus ännu som ej tillräckligt utvärderad (kunskapsbrist), men den tros inte vara hotad.
Trädgårdstryffel bildar för tryfflar små till medelstora fruktkroppar. Upp till omkring 2 cm i diameter är en ganska typisk storlek. Utsidan går med mognaden från vit till gulaktig fläckig (i krämgul till träbrunt eller lätt rödaktigt eller blågrått). Insidan på unga fruktkroppar är ljus och gleban är vitaktig med vit marmorering. Äldre fruktkroppar har också vit marmorering, men insidans färg i övrigt ändras till en mer lerfärgad nyans.
Lukten är svag men till sin karaktär inte obehaglig. Men smaken är som regel bitter, och kan upplevas som kemisk och påminna om desinfektionsmedel.
En möjlig förväxling är luden tryffel (T. puberulum).
Trädgårdstryffel kan förekomma i lövskog, både i triviallövskogar och ädellövskog, och i parker och trädgårdar och annan gräsmark med lövträd som den kan bildar mykorrhiza med,, till exempel hassel och troligen lind, ek, björk och sälg.